# Коханці (фільм, 2020)
Коханці — французький трилер-мелодрама 2020 року. Режисер Ніколь Гарсія; сценаристи Ніколь Гарсія та Жак Фіескі. Продюсери Філіпп Мартен й Давід Тіон. Світова прем'єра відбулася 3 вересня 2020 року; прем'єра в Україні — 10 січня 2022-го.

## По фільм
Закохані Сімон і Ліза розлучаються — після того, як Сімон мимоволі стає злочинцем й переховується, розриваючи зв'язок з коханою. Через три роки Ліза виходить заміж та вирушає на екзотичний острів в Індійському океані. Там переховується її коханий.

## Знімались
| Актор            | Роль        |
| ---------------- | ----------- |
| П'єр Ніне        | Сімон       |
| Стейсі Мартін    | Ліза Редлер |
| Бенуа Мажимель   | Лео Редлер  |
| Крістоф Монтенез | П'єр-Анрі   |
| Ніколас Ваншицкі |             |
| Грегуар Колін    |             |
| Роксана Дюран    |             |
| Надір Легран     |             |
| Єлеем Япаін      |             |
| Лоран Дассо      |             |